# NGC 4565
NGC 4565 je sjajna spiralna galaksija prema nama okrenuta rubom diska. Galaksija je poznata među astronomima amaterima i profesionalcima kao savršen prikaz galaktike okrenute rubom. Često se u knjigama iz astronomije slika ove galaktike koristi kao ilustracija kako bi naša galaktika izgledala promatrana iz istog položaja.

## Amaterska promatranja
Galaksija se u 200 mm-skom teleskopu može vidjeti kao veoma tanka i duga pruga svijetla koja se stanjuje prema rubovima. Na sredini pruge se vidi središnje zadebljanje i u njemu se nazire središnja tamna pruga.

## Vanjske poveznice
- (engl.) SEDS: NGC 4565
- (engl.) Revidirani Novi opći katalog
- (engl.) Izvangalaktička baza podataka NASA-e i IPAC-a
- (engl.) Astronomska baza podataka SIMBAD
- (engl.) VizieR